# Jean-Claude Leclercq
Jean-Claude Leclercq (Abbeville, 22 luglio 1962) è un ex ciclista su strada francese, professionista dal 1984 al 1993 e vincitore della Freccia Vallone 1987.

## Carriera
Professionista dal 1984 al 1993, fu un ciclista completo, in grado di esprimersi ad alti livelli sia in salita che a cronometro. Si laureò campione francese nel 1985 e vicecampione l'anno successivo; la sua vittoria più importante fu la Freccia Vallone 1987 (in questa corsa salì anche sul podio sia nel 1986 che nel 1990).
Si è piazzato sul podio di importanti classiche e semi-classiche europee come Liegi-Bastogne-Liegi (1990), Gran Premio di Lugano (1984 e 1985), Parigi-Camembert (1988) e Milano-Torino (1990). Ha inoltre ottenuto significativi piazzamenti in importanti brevi corse a tappe come Critérium du Dauphiné Libéré (quinto nel 1986), Tour de Suisse (nono nel 1986), Tour de Romandie (secondo nel 1987, decimo nel 1993), Critérium International (terzo nel 1990), Tirreno-Adriatico (quarto nel 1990), Tour Méditerranéen (settimo nel 1991).

## Palmarès
- 1984 (Skil, una vittoria)

3ª tappa Tour du Limousin (Saint-Yrieix-la-Perche > Uzerche)
- 1985 (Skil, cinque vittorie)

Campionati francesi, Prova in linea
Visp-Grächen (Corsa in salita)
2ª prova Grabs-Voralp (Cronoscalata)
3ª tappa Grand Prix de Ciclismo de Torres Vedras (Torres Vedras > Torre Vedras)
2ª tappa, 1ª semitappa Étoile des Espoirs (Lanvollon > Lannion)
- 1986 (Kas, cinque vittorie)

Visp-Grächen (Corsa in salita)
1ª prova Grabs-Voralp (Corsa in salita)
2ª prova Grabs-Voralp (Cronoscalata)
Classifica generale Grabs-Voralp
5ª tappa Tour de Suisse (Innertkirchen > Innertkirchen, cronometro)
- 1987 (Toshiba, una vittoria)

Freccia Vallone
- 1988 (Weinmann, una vittoria)

5ª tappa Tour de Suisse (Sierre > Leukerbad, cronometro)
- 1989 (Helvetia, una vittoria)

Tour du Canton de Genève
- 1990 (Helvetia, due vittorie)

3ª tappa Tirreno-Adriatico (Amalfi > Ravello)
6ª tappa Tirreno-Adriatico (Porto Recanati > Monte Urano)
- 1991 (Helvetia, quattro vittorie)

Chur-Arosa (Corsa in salita)
Prologo Tour de Suisse (San Gallo, cronometro)
1ª tappa Tour de Romandie (Chiasso > Chiasso)
1ª tappa Critérium International (Bollène > Pertuis)
- 1992 (Helvetia, una vittoria)

4ª tappa Critérium du Dauphiné Libére (Tain-l'Hermitage > Aix-les-Bains)

### Altri successi
- 1985 (Skil, una vittoria)

Zurigo-Höngg (Criterium)

## Piazzamenti

### Grandi Giri
- Giro d'Italia

1993: ritirato (14ª tappa)
- Tour de France

1986: 56º
1987: 50º
1988: 58º
1989: 32º
1990: 132º
1992: ritirato (11ª tappa)
- Vuelta a España

1984: ritirato

### Classiche monumento
- Milano-Sanremo

1988: 39º
1991: 120º
1992: 16º
1993: 124º
- Giro delle Fiandre

1990: 90º
- Liegi-Bastogne-Liegi

1987: 10º
1990: 2º
1991: 43º
1992: 35º
- Giro di Lombardia

1991: 19º
1992: 43º

### Competizioni mondiali
- Campionati del mondo

Giavera del Montello 1985 - In linea: ritirato